# فهرست تیره‌های لاک‌پشت‌سانان

لاک‌پشت‌سانان یک راسته از خزندگان هستند که به استناد نهشته‌های سنگواره در تریاس پسین، حدود ۳۰۰ میلیون سال پیش ظاهر شده‌اند و از آن زمان تا به حال بدون آنکه از نظر ریخت‌شناسی تغییر چندانی کرده باشند، وجود دارند. در حال حاضر، چهارده تیره از راستهٔ لاک‌پشت‌سانان وجود دارند. لاک‌پشت‌ها گروهی از قدیمی‌ترین خزندگان زنده هستند، تنها توآتاراها را از این نظر ابتدایی‌تر می‌دانند. تقریباً ۳۰۰ گونه موجود و ۹۷ سرده لاک‌پشت وجود دارد که به دو زیرراسته تقسیم می‌شوند: نهان‌گردن‌سانیان‌ و کنارگردن‌سانیان‌. تمایز بین این دو زیرمجموعه بر اساس شیوه‌ای است که سر و گردن خود را می‌پوشانند. کنارگردن‌ها، گردن بلندی دارند و آنها را به صورت جانبی تا می‌زنند تا با پوسته هم‌تراز شوند. لاک‌پشت‌لجنیان و لاک‌پشتان گردن‌ماری و لاک‌پشت‌های سربزرگ ماداگاسکار و آمریکای جنوبی تنها تیره‌های کنارگردن‌های موجود هستند. نهان‌گردن‌سانیان گردن خود را مستقیم به عقب می‌کشند تا سر خود را در پوسته پنهان کنند. لاک‌پشت بینی‌خوکی، لاک‌پشتان دریایی، لاک‌پشتان گازگیر، لاک‌پشتان رودخانه‌ایِ آمریکای مرکزی، لاک‌پشت‌چرمیان، لاک‌پشتان برکه‌ای، لاک‌پشت‌گِلیان، لاک‌پشتان زمینی و لاک‌پشتان نرم‌کاسه تماماً از زیراستهٔ نهان‌گردن‌سانیان هستند، اگر چه توانایی به عقب بردن سر در لاک‌پشت‌دریایی‌واران (لاک‌پشتان دریایی (باخه‌ایان) و لاک‌پشت‌چرمیان) از دست داده شده‌است. زیرراستهٔ سوم، پاراکریپتودیراها هستند، منقرض شده‌اند.
خزندگان بر اساس الگوی حفرهٔ جمجمه‌ای در ناحیه گیجگاهی جمجمه طبقه‌بندی می‌شوند. لاک‌پشت‌ها در زیرردهٔ بی‌کمانان قرار می‌گیرند زیرا فاقد حفرهٔ جمجمه‌ای هستند. پیشنهادهایی وجود دارد که این عدم وجود حفره نزدیک گیجگاه یک ویژگی ثانویه است و لاک‌پشت‌ها متعلق به دوکمانان هستند. هر دو طرف شواهد قوی را ذکر می‌کنند و اختلاف هنوز حل نشده‌است. پوسته لاک‌پشت‌ها آنها را از دیگر مهره‌داران متمایز می‌کند. این پوسته یک اسکلت خارجی نیست، بلکه یک قفسه سینه اصلاح شده و بخشی از ستون مهره است. به دلیل وجود پوسته، کمربندهای سینه‌ای و لگنی در داخل سینه قرار دارند. استخوان‌های اندام‌ها نیز برای قرار گرفتن در پوسته اصلاح شده‌اند.
قدیمی‌ترین لاک‌پشت کشف شده از طریق فسیل، مربوط به دورهٔ تریاس پسین است. این فسیل‌ها تقریباً از نظر آناتومیکی با لاک‌پشت‌های مدرن قابل تشخیص نیستند. در این فسیل‌های اولیه (بیشتر از سردهٔ پروگانوشلی)، دندان‌ها از دست رفته‌اند و دهان کراتینی توسط فک پایین بروز پیدا می‌کند. تفاوت‌های مهم بین پروگانوشلی و لاک‌پشت‌های مدرن وجود دندان‌های کام (از بین رفته در گونه‌های مدرن)، عدم توانایی عقب کشیدن سر در داخل پوسته و فقدان قرقره تروکلئار در آناتومی بستن فک است.

## فهرست
| نهان‌گردن‌سانیان – ۱۱ تیره، ۷۴ سرده، بیش از ۲۰۰ گونه     |      |                                                                                           |                                                                  |                                  |
| تیره (نام‌گذاری‌کننده و سال)                             | سرده | نام (های) رایج                                                                            | نمونهٔ گونهنام علمی                                               | نمونهٔ تصویر                      |
| لاک‌پشت بینی‌خوکی (بولانگر، ۱۸۸۷)                        | ۱    | لاک‌پشت بینی‌خوکی یا لاک‌پشت رودخانهٔ فلای                                                    | لاک‌پشت بینی‌خوکی Carettochelys insculpta                          |                                  |
| لاک‌پشتان دریایی (اوپل، ۱۸۱۱)                           | ۶    | لاک‌پشت دریایی                                                                             | لاک‌پشت سبز دریایی Chelonia mydas                                 |                                  |
| لاک‌پشتان گازگیر (گری، ۱۸۳۱)                            | ۲    | لاک‌پشت گازگیر و لاک‌پشت قاپ‌زن                                                              | لاک‌پشت گازگیر الیگاتور Macrochelys temminckii                    |                                  |
| لاک‌پشتان رودخانه‌ایِ آمریکای مرکزی (گری، ۱۸۷۰)           | ۱    | لاک‌پشت رودخانه‌ایِ آمریکای مرکزی                                                            | لاک‌پشت رودخانه‌ای آمریکای مرکزی، مشهور به هیکاتی Dermatemys mawii |                                  |
| لاک‌پشت‌چرمیان (فیتزینگر، ۱۸۴۳)                          | ۱    | لاک‌پشت دریایی پشت‌چرمی                                                                     | لاک‌پشت چرمی Dermochelys coriacea                                 |                                  |
| برکه‌زیان (رافینسکوئه، ۱۸۱۵)                            | ۱۲   | لاک‌پشت برکه‌ای، لاک‌پشت آب شیرین، لاک‌پشت لغزنده و لاک‌پشت تراپین                             | لاک‌پشت گوش‌سرخ Trachemys scripta elegans                          |                                  |
| لاک‌پشتان برکه‌ای اوراسیا (تئوبالد، ۱۸۶۸)                | ۲۴   | لاک‌پشت برگی آسیایی، لاک‌پشت سقف‌دار و لاک‌پشت جعبه‌ای آسیایی                                  | لاک‌پشت جعبه‌ای آمبوینا Cuora amboinensis                          | Cuora amboinensis kamaroma j.jpg |
| لاک‌پشت‌گلیان (آگاسی، ۱۸۵۷)                              | ۴    | لاک‌پشت گلی، لاک‌پشت مُشک‌دار و لاک‌پشت لجنی                                                   | لاک‌پشت مشک‌دار معمولی Sternotherus odoratus                       |                                  |
| لاک‌پشت سربزرگ (گری، ۱۸۶۹)                              | ۱    | لاک‌پشت سربزرگ                                                                             | لاک‌پشت سربزرگ Platysternon megacephalum                          |                                  |
| لاک‌پشتان زمینی (باچ، ۱۷۸۸)                             | ۱۲   | لاک‌پشت زمینی، لاک‌پشت زمین‌زی، لاک‌پشت خشکی‌زی و سنگ‌پشت زمینی                                 | لاک‌پشت غول‌پیکر آلدابرا Geochelone gigantea                       |                                  |
| لاک‌پشتان نرم‌کاسه (فیتزینگر، ۱۸۲۶)                      | ۱۴   | لاک‌پشت نرم‌کاسه، لاک‌پشت لاک‌نرم، لاک‌پشت لاک‌صاف و لاک‌پشت سه‌چنگالی                            | لاک‌پشت خاردار نرم‌کاسه Apalone spinifera                          |                                  |
| کنارگردن‌سانیان – ۳ تیره، ۱۶ سرده، بیش از ۶۰ گونه       |      |                                                                                           |                                                                  |                                  |
| تیره (نام‌گذاری‌کننده و سال)                             | سرده | نام (های) رایج                                                                            | نمونهٔ گونهنام علمی                                               | نمونهٔ تصویر                      |
| لاک‌پشتان گردن‌ماری (گری، ۱۸۳۱)                          | ۱۵   | لاک‌پشت کنارگردن استرالیا-آمریکایی                                                         | لاک‌پشت گردن‌ماری معمولی Chelodina longicollis                     |                                  |
| لاک‌پشت‌لجنیان (کوپه، ۱۸۶۸)                              | ۲    | لاک‌پشت باتلاقی، لاک‌پشت کنارگردن آفریقا-آمریکایی                                           | لاک‌پشت کلاه‌دار آفریقایی Pelomedusa subrufa                       |                                  |
| لاک‌پشتان سربزرگ ماداگاسکار و آمریکای جنوبی (گری، ۱۸۶۹) | ۳    | لاک‌پشت سربزرگ ماداگاسکار، سربزرگ رودخانه آمازون و لاک‌پشت کنارگردن رودخانه‌ای آمریکای جنوبی | لاک‌پشت سربزرگ ماداگاسکار Erymnochelys madagascariensis           |                                  |